# Samuel von Polentz

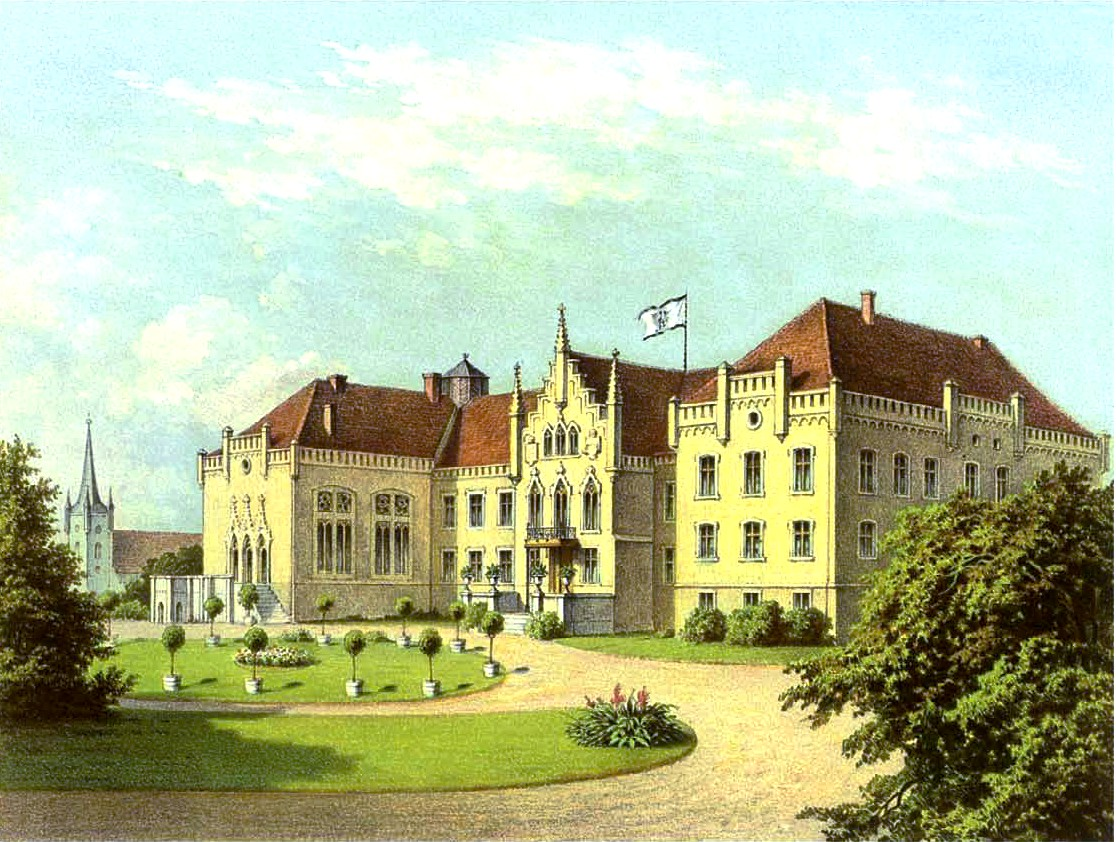
Gut Langenau, Geschenk des Königs an Polentz (Zustand um 1860), Sammlung Duncker

Samuel von Polentz (* 24. Januar 1698; † 28. Januar 1746 in Meißen) war ein preußischer Generalmajor und zuletzt Chef des Infanterie-Regiments Nr. 13. Er war zudem Dompropst von Havelberg, Johanniterritter und Ritter des Ordens Pour le Mérite. Ferner war er Dorst von Kranenburg und Duisfeld, Amtshauptmann von Ziesar und Erbherr von Langenau.

## Leben

### Herkunft
Seine Eltern waren der Erbherren auf Fröden und preußische Oberstleutnant Samuel von Polentz und dessen Frau Elisabeth Sophia von Wernsdorff aus dem Hause Kaslau.

### Werdegang
Er trat früh in preußische Dienste und nahm am Pommernfeldzug 1715/1716 teil. Auf Grund seiner Größe fiel er König Friedrich Wilhelm I. auf, der ihn in seine Riesengarde übernahm. Da er zudem witziger Gesellschafter war, war er viel in Gesellschaft des Königs. Am 18. Januar 1730 wurde er Dorst von Kranenburg und Duisfeld im Herzogtum Kleve. Am 3. November 1731 schenkte der König dem damaligen Hauptmann die im damaligen Amt Schönberg gelegenen alten Polentz'schen Güter Langenau und Nieder-Traupel, mit den Vorwerken Kalinow und Kortelow. Er bekam diese sogar als Allod zugewiesen. 1739 bekam er dazu die Dompropstei von Havelberg, die er 1745 mit Genehmigung an den Geheimrat von Voß verkaufte. 1738 wurde er Major. Der neue König Friedrich II. reduzierte die Garde und ließ die Soldaten in andere Regimenter verteilen.  So wurde er am 26. Juni 1740 zum Oberst und Kommandeur des Infanterie-Regiments Nr. 35 ernannt. Am 2. Juli 1744 wurde er Chef des Infanterie-Regiments Nr. 4, das er aber schon im Jahr darauf an Christoph von Dohna abtrat und stattdessen das Regiment Nr. 13 übernahm. Dessen Chef Truchsess zu Waldburg war kurz zuvor gefallen. Am 28. Dezember 1745 erhielt er zudem die Stelle als  Amtshauptmann von Ziesar. Im zweiten schlesischen Krieg konnte er sich in der Schlacht bei Hohenfriedberg und bei Hennersdorf auszeichnen. Es gelang ihm, vor der Schlacht den strategisch wichtigen Pass bei Fürstenberg an der Oder zu erobern. In der Schlacht bei Kesselsdorf am 15. Dezember 1745 wurde er schwer verletzt und erlag am 28. Januar 1746 in Meißen seinen Verletzungen. Er war bei seinem Tod designierter Komtur von Schiefelbeim und Wietersheim.

### Familie
Er war mit Sophie Dorothea von Kleist (* 22. November 1718; † 13. September 1795) verheiratet, sie war die Tochter des Oberst Andreas Joachim von Kleist. Das Paar hatte Kinder.